# Malmköping
Malmköping – miejscowość (tätort) w Szwecji, w regionie administracyjnym (län) Södermanland (gmina Flen).
W 2015 roku Malmköping liczyło 2106 mieszkańców.

## Położenie
Miejscowość jest położona w prowincji historycznej (landskap) Södermanland, około 15 km na północny wschód od Flen. Na zachód od centrum miejscowości przebiega droga krajowa nr 53 i 55.

## Historia
Historia miejscowości w latach 1774–1921 jest ściśle związana z rozlokowanym tu regimentem piechoty (Södermanlands regemente), którego polem ćwiczeń były najbliższe okolice i centrum współczesnego Malmköping (Malma hed). W 1785 roku na wniosek ówczesnego szefa Södermanlands regemente, Gustafa Adolfa von Siegrotha, osadzie przy kościele parafii Malma (Malma socken; od 1940 roku Lilla Malma socken) nadano status friköping. Jednocześnie zmieniono nazwę osady na Malmköping. W 1921 roku Södermanlands regemente został przeniesiony i skoszarowany w Strängnäs. W jednym z budynków dawnych koszar w Malmköping mieści się muzeum (Muséet Malmahed).
18 maja 1876 roku odbyły się dwie ostatnie publiczne egzekucje w Szwecji. Tego dnia na Lidamon, miejscu wymierzania kar dla okręgu Villåttinge (Villåttinge härad), około 8 km na północny zachód od Malmköping został stracony poprzez dekapitację Gustav Eriksson Hjert.

## Demografia
Liczba ludności tätortu Malmköping w latach 1960–2015:

## Atrakcje turystyczne
Jedną z atrakcji turystycznych Malmköping jest otwarte w 1969 roku muzeum tramwajów (Museispårvägen Malmköping), gdzie zgromadzono pojazdy pochodzące z 12 szwedzkich miast, w których istniała/istnieje komunikacja tramwajowa. W skład ekspozycji wchodzi także 25 dawnych autobusów.
Od 1976 roku na Malma hed w centrum Malmköping odbywa się doroczny jarmark. Impreza, nazywana Malma Marken, organizowana jest w lipcu.

## Galeria

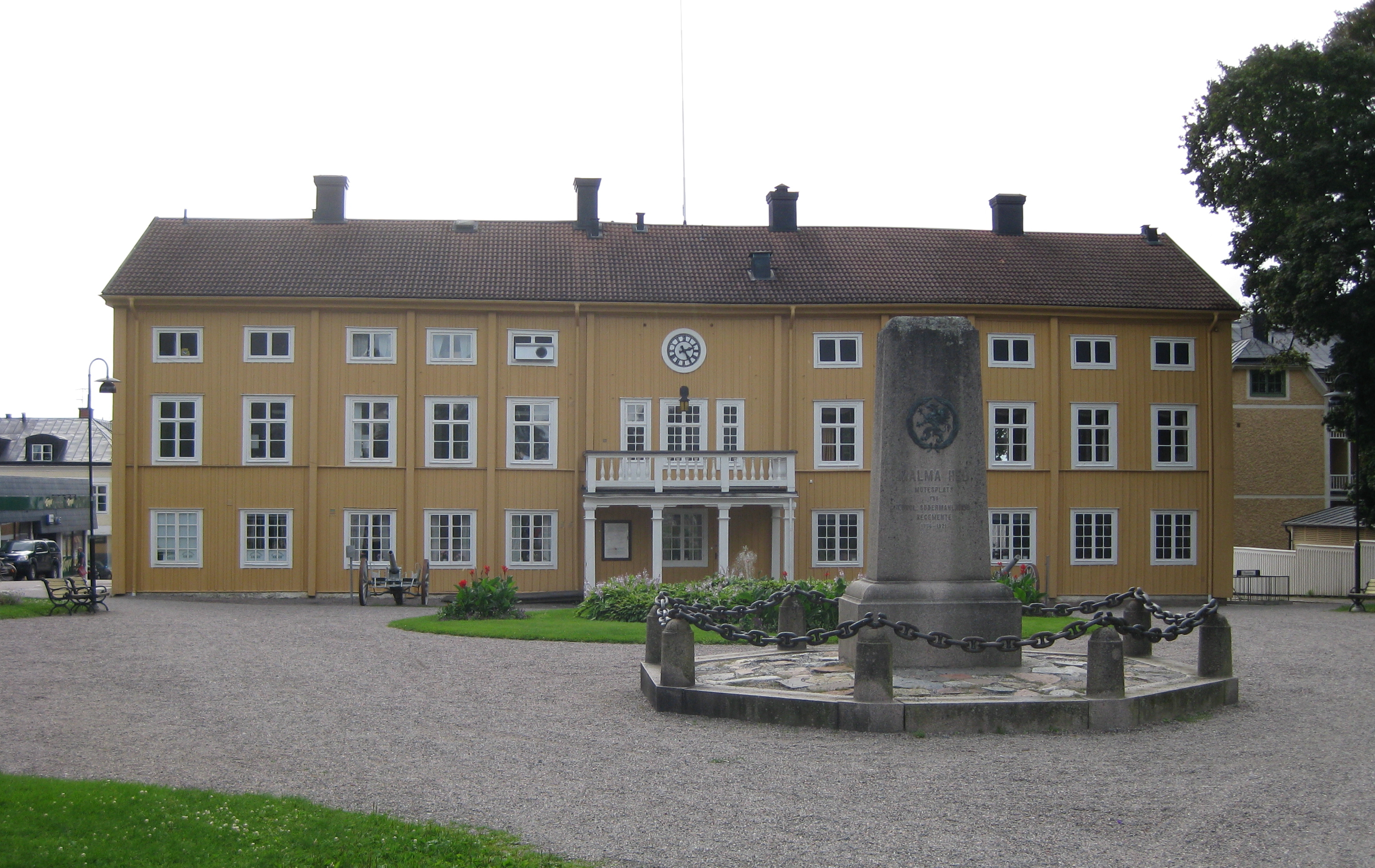
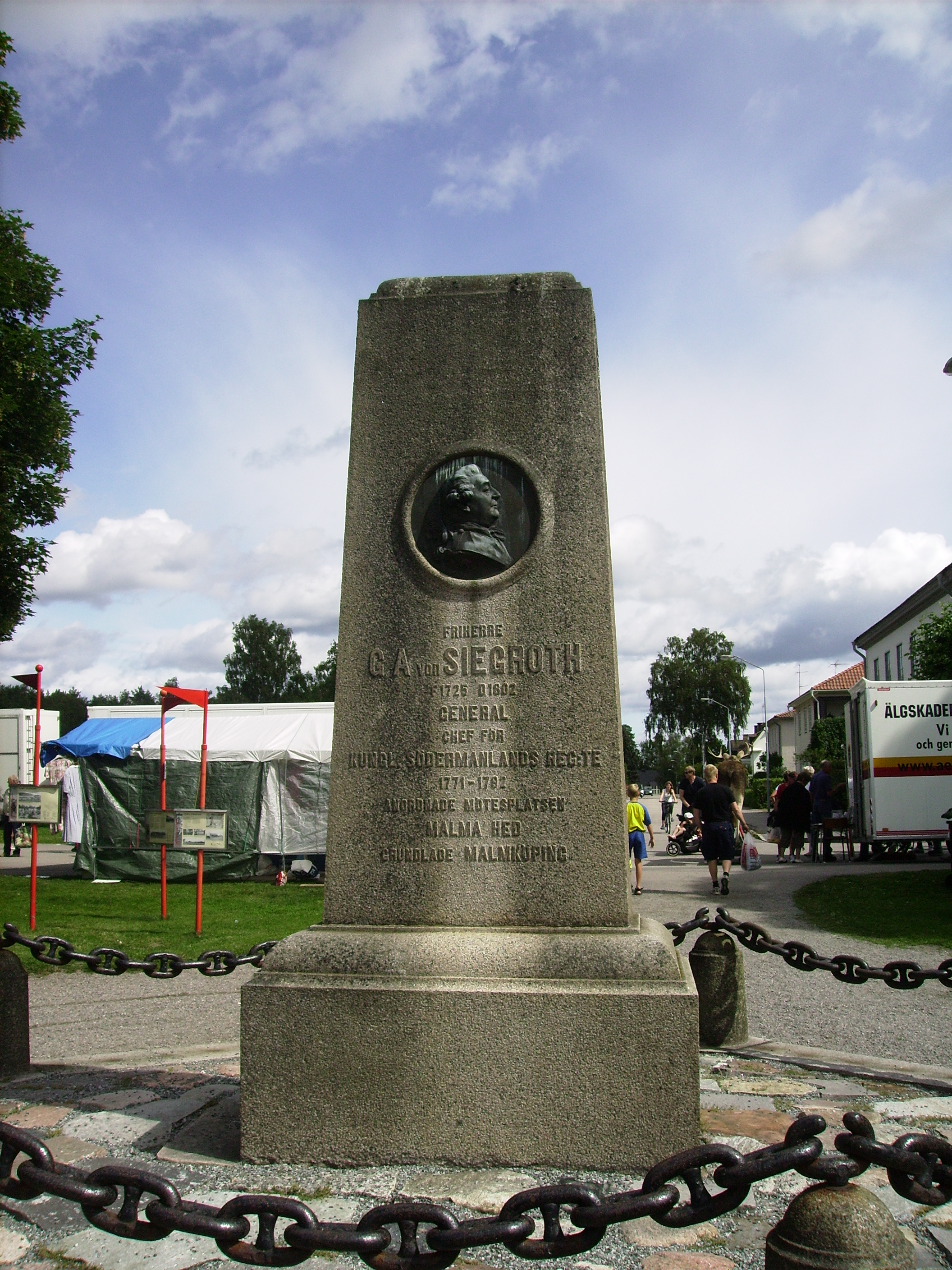
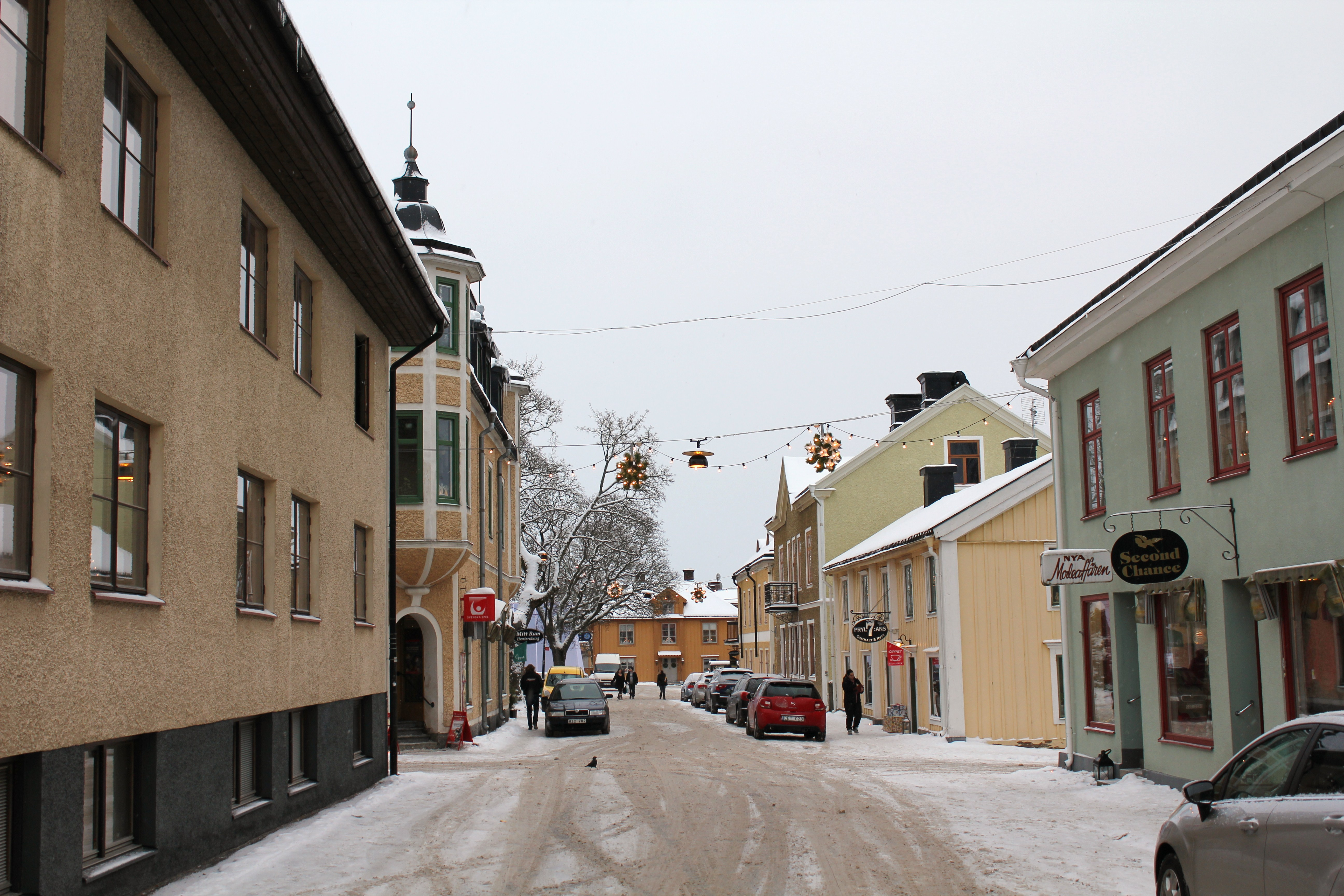
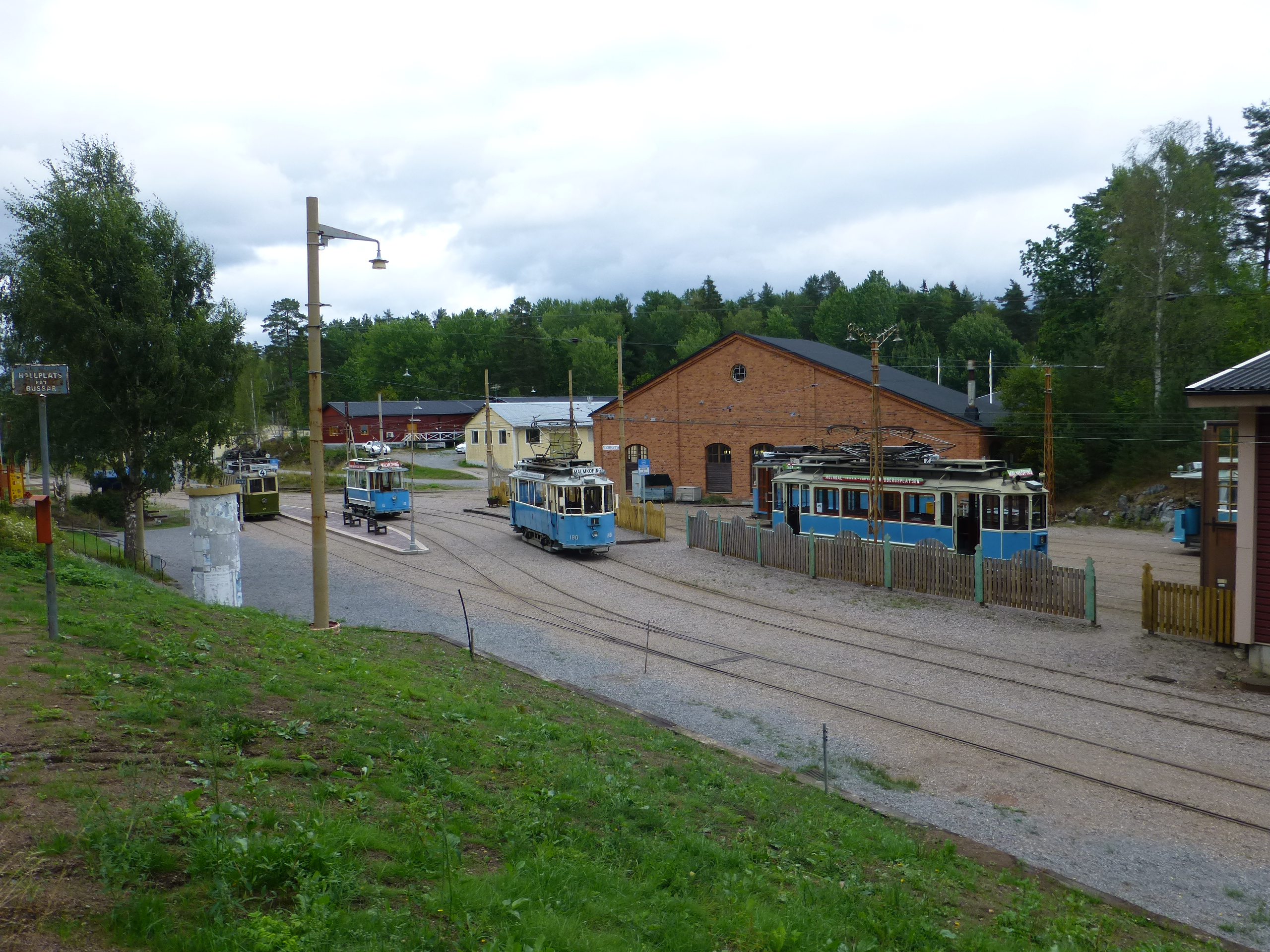